# Kokutai-ji (Takaoka)
Der Kokutai-ji (jap. 国泰寺 (Shinjitai) oder 國泰寺 (Kyūjitai)) ist ein buddhistischer Tempel in der japanischen Stadt Takaoka (Präfektur Toyama) und einer der Haupttempel der Rinzai-shū. Er umfasst das derzeit größte Zen-Kloster in der Region Hokuriku.
Der Tempel wurde im Jahr 1300 unter dem Namen Tōshō-ji (東松寺) vom Mönch Jiun Myōi (慈雲妙意; 1274–1345) am Ort seiner früheren Studienhütte auf dem Berg Futakami (二上山), südöstlich vom heutigen Standort, begründet.
Im Jahr 1327 wurde Jiun Myōi Go-Daigo-tennō geehrt, in dem dieser ihm eine purpurfarbene Robe und den Ehrennamen Seisen Zenji (清泉禪師) sowie dem Tempel den kaiserlichen Namen Kokutai-ji verlieh.
Später wurde der Tempel unter dem Ashikaga-Shōgunat auf Wunsch des Kōmyō-tennō zu einem der Ankoku-ji ernannt.
In der Sengoku-Zeit verfiel der Kokutai-ji, insbesondere durch die Truppen von Uesugi Kenshin (1530–1578) wurden Zerstörungen verursacht. Auf Bitten des Go-Nara-tennō widmete sich der 28. Vorsteher des Tempels, Settei Shukuyō (雪庭祝陽), dem Wiederaufbau. Wenige Jahre später wurde der Tempel (wahrscheinlich um 1580) zu seinem jetzigen Standort verlagert.
In der Edo-Zeit wurde der Kokutai-ji durch das Tokugawa-Shōgunat zum Haupttempel der Rinzai-shū-Überlieferungslinie Hottō-ha (法燈派) ernannt, die durch Shinji Kakushi (心地覺心; 1207–1298) begründet worden war. Da sich die Fuke-shū später auf Shinji als ihren Stifter berief, blieben Verbindungen dieser Schule zum Tempel nicht aus. So war der Kokutai-ji auch der Gründungsort der Myōon kyōkai (妙音教会), einer der Komusō-Nachfolgeorganisationen der Fuke-shū nach deren Verbot durch die Regierung. Noch heute versammeln sich Komusō vom 2. bis 3. Juni jeden Jahres am Tempel und verlesen dort Sutras und spielen auf der Shakuhachi, um dem Todestag von Jiun Myōi zu gedenken.